# Ізідор Мвуба
Ізідор Мвуба (фр. Isidore Mvouba; нар. 8 січня 1954) — конголезький державний і політичний діяч, шістнадцятий прем'єр-міністр Республіки Конго.

## Кар'єра
1977 року влаштувався на роботу до залізниці. Пізніше вступив до лав Конголезької партії праці (КПП) та став членом її політбюро. Вважався наближеною особою президента Дені Сассу-Нгессо, організовував його виборчі кампанії 1992 та 2002 років. 1993 року відхилив пропозицію Паскаля Ліссуби зайняти пост міністра торгівлі.
Після повернення Сассу-Нгессо до влади Мвуба обіймав різні міністерські посади. В січні 2005 року він став прем'єр-міністром, цю посаду було відновлено після тривалої перерви, що спричинило хвилю критики на адресу президента, оскільки посаду не було передбачено конституцією. 2009 року пост прем'єр-міністра знову було ліквідовано, а Ізідора Мвубу призначено на посаду міністра економіки й транспорту.
2017 року Мвубу було обрано головою Національної асамблеї Республіки Конго.